# Список королівських домів
Це список князівських, королівських, імператорських й подібних домів світу. Курсивом виділені неіснуючі нині держави, імена правлячих нині правителів виділені жирним шрифтом, а імена претендентів — звичайним.

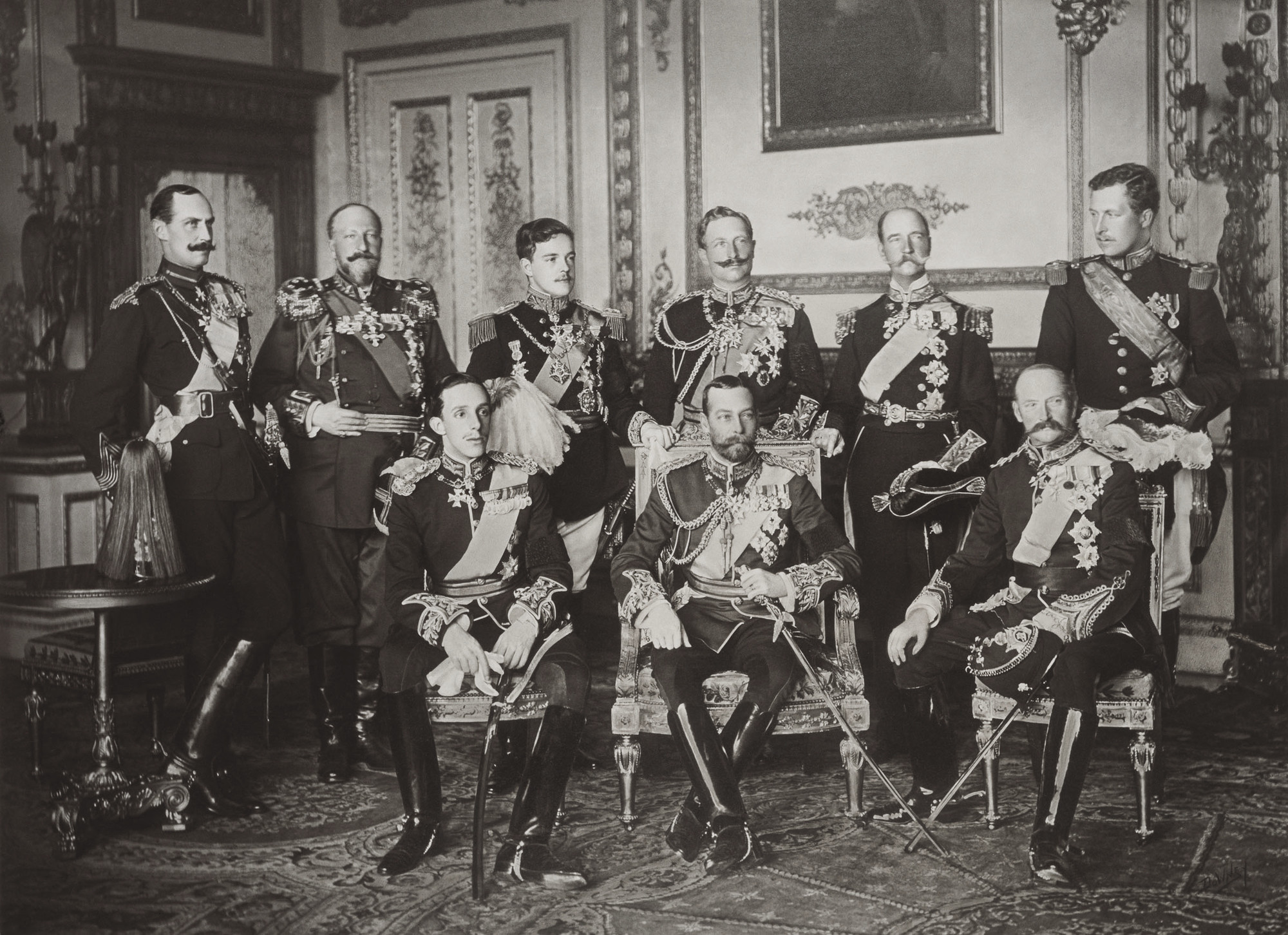
Європейські монархи, 1910 рік

## Азія
| Країна | Країна            | Королівський дім | Королівський дім             | Монарх / Претендент                        | Рік народження | З якого року править / претендує на престол | Зв'язок із попередньою монархією (для претендентів)                           |
|        | Бахрейн           |                  | аль-Халіфа                   | Хамад ібн Іса аль-Халіфа                   | 1950           | емір із 1999, король із 2002                |                                                                               |
|        | Бруней            |                  | Династія Болкіах             | Хассанал Болкіах                           | 1946           | 1967                                        |                                                                               |
|        | Бутан             |                  | Династія Вангчуків           | Джігме Кхесар Намгьял Вангчук              | 1980           | 2006                                        |                                                                               |
|        | Йорданія          |                  | Хашиміти                     | Абдалла II                                 | 1962           | 1999                                        |                                                                               |
|        | Камбоджа          |                  | Нородом                      | Король Нородом Сіамон                      | 1953           | 2004                                        |                                                                               |
|        | Китай             |                  | Цін                          | Цзинь Юйчжан                               | 1942           | Претендент із 2015                          | Племінник Пу І (імператора з 1908 по 1912)                                    |
|        | Маньчжоу-го       |                  | Айсін Ґьоро                  | Цзинь Юйчжан                               | 1942           | Претендент із 2015                          | Племінник Пу І (імператора з 1934 по 1945)                                    |
|        | Катар             |                  | Династія аль-Тани            | Емір Тамім бін Хамад Аль Тані              | 1980           | 2013                                        |                                                                               |
|        | Кувейт            |                  | ас-Сабах                     | Емір Мішааль аль-Ахмед аль-Джабер ас-Сабах | 1940           | 2023                                        |                                                                               |
|        | Королівство Лаос  |                  | Хун Ло                       | Соулівонг Саванг                           | 1963           | Претендент із 1980                          | Онук Саванга Ватхана (останній король Лаосу з 1959 по 1975)                   |
|        | Королівство Непал |                  | Шах                          | Г'янендра                                  | 1947           | Претендент із 2008                          | Король із 1950 по 1951 та з 2001 по 2008                                      |
|        | Оман              |                  | Бусаїди                      | Султан Хайтем бен Тарік Аль Саїд           | 1954           | 2020                                        |                                                                               |
|        | Османська імперія |                  | Османи                       | Харун Осман Османоглу                      | 1932           | Голова династії Османів із 2021             | Правнук Абдул-Гаміда II (султана Османської Імперії та Халіфа з 1876 по 1909) |
|        | Саудівська Аравія |                  | Саудіти                      | Король Салман                              | 1935           | 2015                                        |                                                                               |
|        | Сіккім            |                  | Намг'ял                      | Вангчук Намг'ял                            | 1953           | 1982                                        | Син Палден Тондуп Намг'яла (чог'яла с 1963 по 1975)                           |
|        | Таїланд           |                  | Чакрі                        | Король Рама X                              | 1952           | 2016                                        |                                                                               |
|        | Японія            |                  | Японський імператорський дім | імператор Нарухіто                         | 1960           | 2019                                        |                                                                               |

## Америка
| Країна | Країна                   | Королівський дім | Королівський дім | Монарх / Претендент | Рік народження | З якого року праве / претендує на престол | Зв'язок із попередньою монархією (для претендентів) |
|        | Канада                   |                  | Віндзори         | Чарльз III          | 1948           | 2022                                      |                                                     |
|        | Гренада                  |                  | Віндзори         | Чарльз III          | 1948           | 2022                                      |                                                     |
|        | Ямайка                   |                  | Віндзори         | Чарльз III          | 1948           | 2022                                      |                                                     |
|        | Багамські Острови        |                  | Віндзори         | Чарльз III          | 1948           | 2022                                      |                                                     |
|        | Беліз                    |                  | Віндзори         | Чарльз III          | 1948           | 2022                                      |                                                     |
|        | Сент-Кіттс і Невіс       |                  | Віндзори         | Чарльз III          | 1948           | 2022                                      |                                                     |
|        | Сент-Люсія               |                  | Віндзори         | Чарльз III          | 1948           | 2022                                      |                                                     |
|        | Сент-Вінсент і Гренадини |                  | Віндзори         | Чарльз III          | 1948           | 2022                                      |                                                     |
|        | Антигуа і Барбуда        |                  | Віндзори         | Чарльз III          | 1948           | 2022                                      |                                                     |

## Африка
| Країна | Країна                 | Королівський дім | Королівський дім    | Монарх / Претендент    | Рік народження | З якого року править /претендує на престол | Зв'язок із попередньою монархією (для претендентів) |
|        | Єгипетське королівство |                  | Мухамед Алі         | Фуад II                | 1952           | Претендент із 1953                         | Король із 1952 по 1953                              |
|        | Лесото                 |                  | Сіісо               | Король Летсіє III      | 1963           | 1996 (вторинно)                            |                                                     |
|        | Марокко                |                  | Алауїти             | Король Мухаммед VI     | 1963           | 1999                                       |                                                     |
|        | Есватіні               |                  | Дламіни             | Король Мсваті III      | 1968           | 1986                                       |                                                     |
|        | Ефіопська імперія      |                  | Соломонова династія | Зера Якоб Амха Селасіє | 1951           | Претендент із 1997                         | Онук Хайле Селассіє I (імператора з 1930 по 1974)   |

## Європа
| Сучасна країна                                           | Історичні монархії / діючі монархії        | Історичні монархії / діючі монархії                          | Королівський дім                 | Королівський дім                                                                             | Монарх / Претендент                                                                          | Рік народження                                                                                          | З якого року править /претендує на престол                                         | Зв'язок із попередньою монархією(для претендентів)                                                                                    |  |
|                                                          |                                            | Австрійська імперія                                          |                                  | Габсбургилінія Габсбург-ЛотарінґенІмператорська гілка                                        | Карл фон Габсбурґ-Лотаринзький                                                               | 1961 | 2007                                                                               | Онук Карла I імператора Австро-Угорського з 1916 по 1918                                                                              |  |
|                                                          |                                            | Королівство Бельгія                                          |                                  | ВеттіниСаксен-Кобург-Готська лінія                                                           | Король Філіп I                                                                               | 1960 | 2013                                                                               | |  |
|                                                          |                                            | Болгарське королівство                                       |                                  | ВеттіниСаксен-Кобург-Готська лінія                                                           | Симеон II                                                                                    | 1937 | 1946                                                                               | Цар із 1943 по 1946 |  |
|                                                          |                                            | Сполучене Королівство Великої Британії та Північної Ірландії |                                  | Віндзори                                                                                     | Чарльз III                                                                                   | 1948 | 2022                                                                               | |  |
|                                                          |                                            | Грецьке королівство                                          |                                  | ОльденбурзькийГлюксбурзька лінія                                                             | Павло Грецький                                                                               | 1967 | 2023                                                                               | Син Костянтина II короля Греції із 1964 по 1973                                                                                       |  |
|                                                          |                                            | Грузія                                                       |                                  | БагратіонськийГрузинська лінія                                                               | Король Нугзар I                                                                              | 1950 |                                                                                    | |  |
|                                                          | БагратіонськийМухранська лінія             | Грузія                                                       | Король Давид XIII                | 1976                                                                                         |                                                                                              | |                                                                                    | |  |
|                                                          |                                            | Данія                                                        |                                  | ОльденбурзькийГлюксбурзька лінія                                                             | Фредерік X                                                                                   | 1968 | 2024                                                                               | син королеви Магрете II |  |
|                                                          |                                            | Королівство Ісландія                                         |                                  | Ольденбурзький Глюксбурзька лінія                                                            | Фредерік X                                                                                   | 1968 | 2024                                                                               | син королеви Магрете II |  |
|                                                          |                                            | Іспанське королівство                                        |                                  | БурбониІспанська лінія                                                                       | Король Феліпе VI                                                                             | 1968 | 2014                                                                               | |  |
|                                                          |                                            | Італійське королівство                                       |                                  | Савойський                                                                                   | Еммануїл Філіберт                                                                            | 1972 | 2024                                                                               | Внук Умберто II (короля в 1946) |  |
|                                                          | Тоскана                                    |                                                              | ГабсбургиТосканська гілка        | Сигізмунд Отто Марія Йозеф Готтфрід Генріх Ерік Леопольд Фердинанд фон Габсбург-Лотаринзький | 1966                                                                                         | 1993 | Праправнук Фердинанда IV (герцога з 1859 по 1860)                                  | |  |
|                                                          |                                            | Князівство Ліхтенштайн                                       |                                  | Ліхтенштейни                                                                                 | Князь Ханс-Адам II                                                                           | 1945 | 1989                                                                               | |  |
|                                                          |                                            | Велике Герцогство Люксембурзьке                              |                                  | БурбониПармська лінія                                                                        | Великий Герцог Анрі                                                                          | 1955 | 2000                                                                               | |  |
|                                                          |                                            | Князівство Монако                                            |                                  | Грімальді                                                                                    | Князь Альбер II                                                                              | 1958 | 2005                                                                               | |  |
|                                                          |                                            | Королівство Нідерландів                                      |                                  | Оранський                                                                                    | Король Віллем-Олександр                                                                      | 1967 | 2013                                                                               | |  |
|                                                          |                                            | Королівство Норвегія                                         |                                  | ОльденбургиГлюксбурзька лінія                                                                | Король Гаральд V                                                                             | 1937 | 1991                                                                               | |  |
|                                                          |                                            | Польща                                                       |                                  | Веттіни                                                                                      | Марія Емануіл                                                                                | |                                                                                    | |  |
|                                                          |                                            | Португальське королівство                                    |                                  | Браганса                                                                                     | Дуарте Піо, герцог Браганса                                                                  | 1945 | 1976                                                                               | Правнук Мігель I (короля з 1828 по 1834)                                                                                              |  |
|                                                          |                                            | Російська імперія                                            |                                  | Гольшейн-Ґотторп-Романові                                                                    | Алексей Андреевич Романов                                                                    | 1953 | 2021                                                                               | Праправнук Олександра III (імператора з 1881 по 1894)                                                                                 |  |
| Князь Микола Романович                                   | 1922                                       | Російська імперія                                            | 1992                             | Гольшейн-Ґотторп-Романові                                                                    | Праправнук Миколи I (імператора з 1825 по 1855)                                              | |                                                                                    | |  |
|                                                          |                                            | Королівство обох Галіцій                                     |                                  | Габсбург-Лотарінґен                                                                          | Сигізмунд Отто Марія Йозеф Готтфрід Генріх Ерік Леопольд Фердинанд фон Габсбург-Лотаринзький | 1966 | 1993                                                                               | Прямий нащадок Фердинанда І (Короля обох Ґаліцій з серпня 1809 по 18 червня 1824)                                                     |  |
| Королівство Галичини та Володимирії, Герцогство Буковина |                                            | Габсбурґ лінія Габсбург-Лотарінґен Імператорська гілка       | Карл фон Габсбурґ-Лотаринзький   | 1961                                                                                         | 2007                                                                                         | Онук Карла I імператора Австро-Угорського з 1916 по 1918. Нащадок Рюриковичів, Романовичів, Габсбургів. |                                                                                    | |  |
|                                                          | Гетьманщина                                |                                                              | Розумовські                      | Кирило Розумовський                                                                          | 1750                                                                                         | 1764 | Прямий нащадок Кирила Розумовського проживає у Відені                              | |  |
|                                                          | Кримське Ханство                           |                                                              | Ґераї                            | Джезар Памір Ґірей                                                                           |                                                                                              | | Прямий нащадок Хана Шагіна Ґерая (кримського хана з 1777 по 1782 і з 1782 по 1783) | |  |
|                                                          |                                            | Литовське королівство                                        |                                  | ВюртембергиГілка Урах                                                                        | Принц Вільгельм Альберт Рафаель Марія Урахський, граф Вюртемберзький                         | 1957 | 1991                                                                               | Онук Міндовга II, (Короля Литви у 1918 році)                                                                                          |  |
|                                                          |                                            | Румунське королівство                                        |                                  | Гогенцоллернилінія Гогенцоллерн-Зігмарінген                                                  | Маргарита                                                                                    | 1949 | 2017                                                                               | Донька Міхая I (короля з 1927 по 1930 і з 1940 по 1947)                                                                               |  |
|                                                          |                                            | Прусське королівство                                         |                                  | Гогенцоллерни                                                                                | Георг Фрідріх Прусський                                                                      | 1976 | 1994                                                                               | Праправнук Вільгельма II (імператора Німеччини і короля Пруссії з 1888 по 1918)                                                       |  |
|                                                          | Саксен-Кобург-Готське герцогство           |                                                              | Веттіни                          | Герцог Андреас                                                                               | 1943                                                                                         | 1998 | Онук Карла Едуарда (1884—1954), останнього правлячого герцога (1900—1918)          | |  |
|                                                          | Саксен-Майнінгенське герцогство            |                                                              | Веттіни                          | Герцог Конрад                                                                                | 1952                                                                                         | 1984 | Правнук Георга II (герцога з 1866 по 1914)                                         | |  |
|                                                          | Велике герцогство Саксен-Веймар-Айзенаське |                                                              | Веттіни                          | Великий герцог Майкл                                                                         | 1946                                                                                         | 1988 | Внук Вільгельма Ернеста (герцога з 1901 по 1918)                                   | |  |
|                                                          | Саксонське королівство                     |                                                              | Веттіни                          | Олександр, принц Саксен-Гессафський                                                          | 1954                                                                                         | 2012 | Правнук Фрідріха Август III (короля Саксонії з 1904 по 1918)                       | |  |
| Даніель Тімо Саксонський                                 | Саксонське королівство                     | 1975                                                         | Веттіни                          | 2022                                                                                         | Єдиний по чоловічій лінії праправнук Фрідріха Август III (короля Саксонії з 1904 по 1918)    | |                                                                                    | |  |
|                                                          | Ганноверське королівство                   |                                                              | ЕстеВельфська лінія              | Король Ернст Август V                                                                        | 1954                                                                                         | 1987 | Праправнук Георга V (короля з 1851 по 1866)                                        | |  |
|                                                          | Баварське королівство                      |                                                              | Віттельсбахи                     | Франц, герцог Баварський                                                                     | 1933                                                                                         | 1996 | Правнук Людвіга III (короля з 1913 по 1918)                                        | |  |
|                                                          | Велике герцогство Ольденбурзьке            |                                                              | ОльденбургиГольштейн-Готторпська | Великий герцог Кристіан                                                                      | 1955                                                                                         | 2014 | Правнук Фрідріха Августа II (великого герцога з 1900 по 1918)                      | |  |
|                                                          |                                            | Угорське королівство                                         |                                  | Габсбургилінія Габсбург-Лотарінґен,Імператорська гілка                                       | Карл фон Габсбурґ-Лотаринзький                                                               | 1961 | 2007                                                                               | Онук Карла I імператора Австро-Угорського з 1916 по 1918                                                                              |  |
|                                                          |                                            | Французьке королівство                                       |                                  | БурбониІспанська лінія                                                                       | Король Людовік ХХ                                                                            | 1974 | 1989                                                                               | Нащадок в одинадцятому коліні Людовіка XIV (короля з 1643 по 1715)                                                                    |  |
|                                                          |                                            | Французьке королівство                                       | Бурбони Орлеанська лінія         | Король Жан IV                                                                                | 1965                                                                                         | 2019 | нащадок Луї-Філіппа I (короля з 1830 по 1848)                                      | |  |
|                                                          | Французька імперія                         |                                                              | Бонапарти                        | Імператор Жан-Крістоф Луї Фердінан Альберик Наполеон VII                                     | 1986                                                                                         | 1997 | Прапраправнучатий племінник Наполеона I (імператора в 1804—1814 і 1815 роках)      | |  |
|                                                          |                                            | Королівство Фінляндія                                        |                                  | Гессенський дімHesse-Kassel or Hesse-Cassel line                                             | Донатус, ландграф Гессена                                                                    | 1966 | 2013                                                                               | Прямий нащадок Фрідріха II (ландграфа з 1760 по 1785), та правнук Фрідріха Карла (Короля Фінляндії з 9 жовтня 1918 по 12 грудня 1918) |  |
|                                                          |                                            | Королівство Хорватія і Славонія                              |                                  | Габсбургилінія Габсбург-Лотарінґен,Імператорська гілка                                       | Карл фон Габсбурґ-Лотаринзький                                                               | 1961 | 2007                                                                               | Онук Карла I (Короля Хорватії з 1916 по 1 квітня 1922.)                                                                               |  |
|                                                          | Незалежна Держава Хорватія                 |                                                              | Савойя                           | Звонимир II                                                                                  | 1943                                                                                         | 1948 | Син Томіслава II (короля з 1941 до 1943)                                           | |  |
|                                                          |                                            | Королівство Чорногорія                                       |                                  | Петровичі                                                                                    | Нікола ІІ                                                                                    | 1944 | 1986                                                                               | Правнук Ніколи I (короля з 1910 до 1918)                                                                                              |  |
|                                                          |                                            | Королівство Швеція                                           |                                  | Бернадоти                                                                                    | Король Карл XVI Густаф                                                                       | 1946 | 1973                                                                               | |  |
|                                                          |                                            | Королівство Сербія,Королівство Югославія                     |                                  | Карагеоргієвичі                                                                              | Принц престолонаступник Александр                                                            | 1945 | 1970                                                                               | Син Петра II (короля з 1934 по 1945)                                                                                                  |  |
|                                                          |                                            | Албанське королівство                                        |                                  | Зоголлі                                                                                      | Лека II Зогу                                                                                 | 1982 | 2011                                                                               | Онук Ахмет I Зогу (король з1928 по1939)                                                                                               |  |

## Океанія
| Країна | Історичні монархії / діючі монархії | Історичні монархії / діючі монархії | Королівський дім | Королівський дім | Монарх / Претендент | Рік народження | З якого року праве /претендує на престол | Зв'язок з попередньою монархією (для претендентів) |
|        |                                     | Тонга                               |                  | Тупоу            | Король Тупоу VI     | 1959           | 2012                                     |                                                    |
|        |                                     | Австралія                           |                  | Віндзори         | Чарльз III          | 1948           | 2022                                     |                                                    |
|        |                                     | Нова Зеландія                       |                  | Віндзори         | Чарльз III          | 1948           | 2022                                     |                                                    |
|        |                                     | Папуа Нова Гвінея                   |                  | Віндзори         | Чарльз III          | 1948           | 2022                                     |                                                    |
|        |                                     | Соломонові острови                  |                  | Віндзори         | Чарльз III          | 1948           | 2022                                     |                                                    |
|        |                                     | Тувалу                              |                  | Віндзори         | Чарльз III          | 1948           | 2022                                     |                                                    |